# Windows Server Update Services

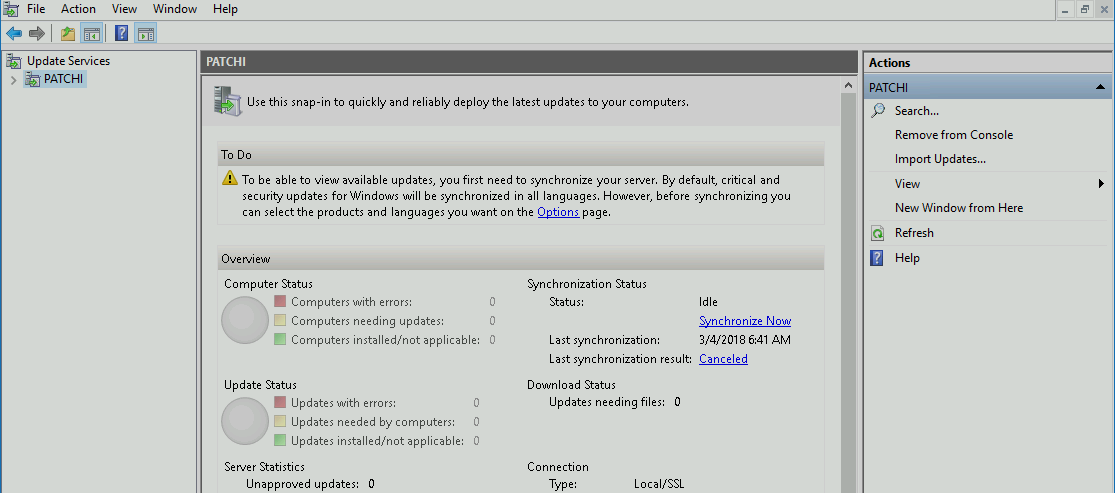
Interfejs WSUS

Windows Server Update Services (WSUS) – program komputerowy, który daje możliwość zarządzania dystrybucją aktualizacji oraz poprawek dotyczących produktów firmy Microsoft, przeznaczonych dla komputerów (stacji roboczych) w środowisku korporacyjnym. WSUS pobiera aktualizacje ze strony Microsoft Update, a następnie dystrybuuje je na komputery docelowe poprzez sieć. Wcześniejsza wersja aplikacji WSUS nosiła nazwę Software Update Services (SUS).

## Wersje
| Wersja                               | Data       | Komentarz                                                           |
| ------------------------------------ | ---------- | ------------------------------------------------------------------- |
| 10.0.20348.1                         | 2021       | Możliwość dodania na zasadzie „Dodaj rolę” w Windows Server 2021    |
| 10.0.17763                           | 2019       | Możliwość dodania na zasadzie „Dodaj rolę” w Windows Server 2019    |
| 5.0 RTM                              | 26.09.2016 | Możliwość dodania na zasadzie „Dodaj rolę” w Windows Server 2016    |
| 4.0 RTM                              | 26.10.2012 | Możliwość dodania na zasadzie „Dodaj rolę” w Windows Server 2012    |
| 3.0 Service Pack 2 RTM               | 25.08.2009 | Możliwość dodania na zasadzie „Dodaj rolę” w Windows Server 2008 R2 |
| 3.0 Service Pack 1 RTM               | 07.02.2007 |                                                                     |
| 3.0 Service Pack 1 Release Candidate | 01.11.2007 |                                                                     |
| 3.0 RTM                              | 30.04.2007 |                                                                     |
| 3.0 Release Candidate                | 12.02.2007 |                                                                     |
| 3.0 beta 2                           | 14.08.2006 |                                                                     |
| 2.0 Service Pack 1                   | 31.05.2006 |                                                                     |
| 2.0 RTM                              | 06.06.2005 |                                                                     |
| 2.0 Release Candidate                | 22.03.2005 |                                                                     |